# Catedral de Huelva
A catedral de Huelva ou igreja paroquial de la Merced é uma igreja em Huelva e que foi escolhida, pela sua história e fisionomia, como sede do capítulo ou cabido e catedral para sede da diocese de Huelva, na arquidiocese de Sevilha em 26 de novembro de 1953. A igreja estreou-se como catedral em 15 de março de 1954.
A fachada é de estilo barroco. Construída em tijolo rebocado, está organizada em três corpos individualizados por cornijas.

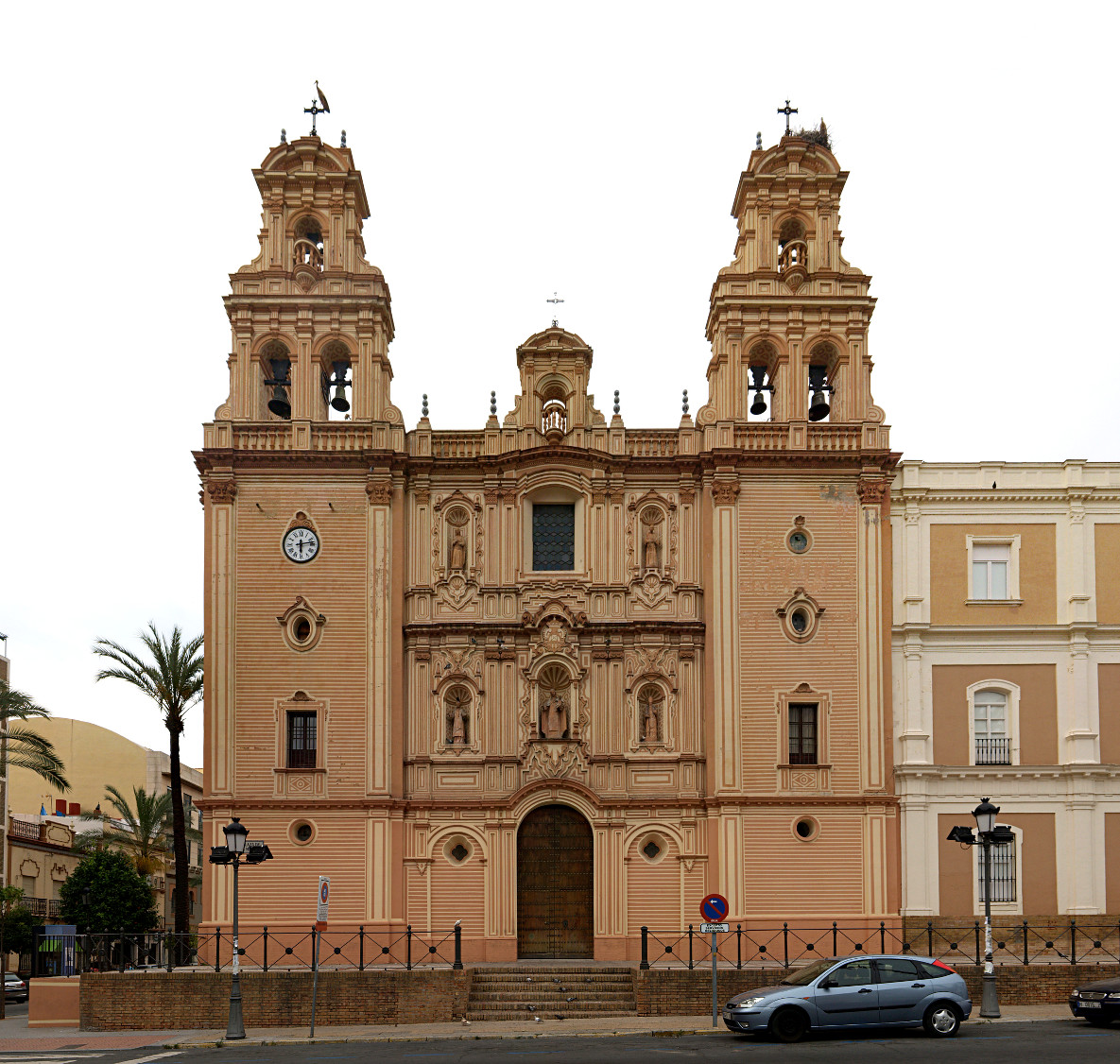
Fachada da catedral de Huelva